# Organización Nacional Socialista Pagana
La Organización Nacional Socialista Pagana, abreviada O.N.S.P. es un sello discográfico mexicano que se especializa en RAC, black metal, folk metal, ambient y música prehispánica. Se desconoce su fecha de apertura, aunque se puede rastrear que ya operaba desde 2006 en Tlaxcala. Otras fuentes indican que se fundó en 1999 en Apizaco, Tlaxcala por el músico Tecuanotl Nexcoyotl, quien forma parte de varias bandas de RAC y black/folk metal de estilo prehispánico, entre ellas Comando de Exterminio, Dragón de Hierro y Teyaotlani.
Fundada bajo la premisa de distribuir bandas de Rock Against Communism y NSBM en Latinoamérica, la mayoría de las bandas de este sello son de México, aunque también cuenta con algunas bandas de Sudamérica y Europa.

## Ideología
El sello afirma promover un fascismo influenciado por el movimiento villista de 1933 Acción Revolucionaria Mexicanista También con influencias de los trabajos de José Vasconcelos y Miguel Serrano. De este modo, el sello promueve bandas de corte ultranacionalista, racista y antisemita con un orgullo nacional, étnico y racial propio, exaltando elementos tanto prehispánicos como hispánicos. Asimismo, afirman no apoyar el concepto del "mestizaje" a gran escala del que José Vasconcelos hablaba en su ensayo La raza cósmica, sino que busca promover una reconciliación entre el legado indígena y español de las naciones latinoamericanas, en contraposición a las posturas anti-hispanas del indigenismo de izquierdas.
Esta organización no tiene vínculos con ninguna otra organización pero entre los miembros existe amistad tanto de miembros de otras organizaciones nacionales como extranjeras teniendo un apoyo mutuo en algunas ocasiones.
La O.N.S.P. no es lo mismo que el Frente Nacional Socialista Pagano como muchos lo pensaban anteriormente.
Este círculo de la O.N.S.P. solo ha organizado eventos clandestinos donde se presentan bandas de los miembros y amigos cercanos con bandas de RAC al igual que algunos conciertos privados con bandas del extranjero

## Bandas
Algunas de las bandas que el sello posee, entre muchas otras, son las siguientes: 

México:

1. Kukulcan
2. Yaocuicatl
3. Tlateotocani
4. Eztlacuani
5. Mictlan (banda de 2005, no confundir con Mictlan de 1991)
6. Teyaotlani
7. Comando de Exterminio
8. Sangre y Terror
9. Kommando Pagano

## Otros sellos relacionados
Culto Solar Productions es un sello discográfico que distribuye bandas con la misma temática e ideología política, el fundador de dicho sello es mimebro de la O.N.S.P. Dicho sello se ha encargado de lanzar la mayor parte del material de la O.N.S.P. y ha realizado alianzas con bandas Europeas, Estadounidenses y Suramericanas con las cuales se ha forjado un respeto mutuo y alianzas contra un mismo enemigo, tales como el split de Tlaetotocani & Der Stürmer de Grecia, Split Kvasir´s Blood de Estados Unidos y Tlateotocani entro otros lanzamientos relevantes.
Este sello no es el mismo que Culto Solar Records de Colombia